# Golf von Darién

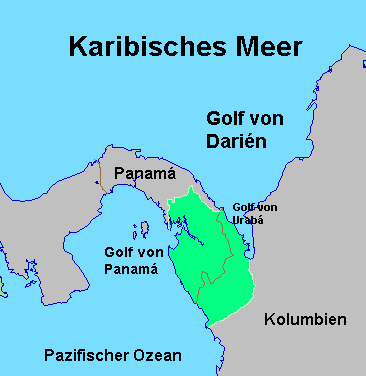
Golf von Darién und der Golf von Urabá des Karibischen Meers (grün markiert: Tapón del Darién).

Der Golf von Darién ist ein Randmeer des Karibischen Meeres. Er wird durch die Nordwestküste Kolumbiens und die Nordküste des Isthmus von Panama begrenzt. Die bedeutendsten Küstenstädte in Kolumbien sind Cartagena und Barranquilla. Der bedeutendste Fluss ist der Río Magdalena, der während der Eroberung durch die spanischen Konquistadoren von Rodrigo de Bastidas am 1. April 1501 so benannt wurde. Südlich schließt sich der Golf von Urabá an.
Am Golf von Darién gründeten die Spanier 1509 San Sebastián de Urabá als erste Festung auf dem südamerikanischen Festland. 1513 der Spanier Vasco Núñez de Balboa überquerte die Landenge von Darien und erblickte den Stillen Ozean, den er die Südsee nannte.